# 向楚
向楚（1877年—1961年），字先乔（又作仙樵、仙乔），号觙公，四川巴县人。中国学者、政治人物。

## 生平
1877年，向楚生于重庆巴县一个富裕的商人家庭。19岁入东川书院，师从荣县知事、东川书院山长赵熙，和周善培、江庸并称 “赵门三杰”。  1899年，赵熙作为翰林院编修到北京任职，向楚随其赴北京继续学习。1901年，泸州创立经纬学堂，赵熙任监督，向楚随往并任教习，学生中有吴玉章、黄复生、谢持、曹笃、陶闿等。1902 年，向楚参加乡试中举人。此后，向楚多次赴北京，后来任内阁中书。1906年至1907年间，向楚、杨庶堪均任教于川南的永宁中学，向楚教国文，杨庶堪教英文。1906年，中国同盟会在重庆成立支部，杨庶堪被推为负责人。在杨庶堪的劝说下，向楚于1906年参加中国同盟会。1909年，杨庶堪任重庆府中学堂监督，向楚随之到该校任教监（即教务长）。1910年，中国同盟会重庆支部的机关设于重庆府中学堂内，杨庶堪负责整体工作，张培爵负责武器运输，向楚、陶闿负责文字宣传。
辛亥革命爆发后，1911年11月22日，在中国同盟会领导下，重庆宣布独立，并成立蜀军政府，张培爵任都督，向楚任蜀军政府秘书院院长。后来，出任四川军政府秘书厅厅长。1917年，孙中山邀杨庶堪、向楚来到广东，任命杨庶堪为护法军政府大元帅府秘书长，向楚为秘书，孙中山还书赠向楚“蔚为儒宗”四个大字。1918年，孙中山任命杨庶堪为四川省省长，向楚为四川省政务厅厅长。后来，向楚曾经代理四川省省长。
1924年，应国立成都高等师范学校校长吴玉章邀请，向楚出任该校国文部教授兼主任。1927年至1931年，向楚任公立四川大学中国文学院院长，并一度代理四川省教育厅厅长。其间，向楚支持国立成都师范大学、国立成都大学、公立四川大学三所学校合并。1931年，三校合并而成的国立四川大学成立。
1931年后，向楚任国立四川大学教授、国文系主任、文学院院长。在国立四川大学任教期间，向楚主要研究音韵学、训诂学、诗古文辞等等，学生有姜亮夫、陶亮生、殷孟伦、杨允奎、罗念生等。1926年、1936年，向楚先后两次获聘为《巴县志》总纂。
1932年，24军军长刘文辉、28军军长邓锡侯、29军军长田颂尧均率部驻扎成都。1932年11月，刘文辉部和田颂尧部在成都皇城开战。当时，国立四川大学文学院正设在成都皇城内。时任国立四川大学文学院院长兼中文系教授的向楚连忙同双方将领通电话，呼吁双方停战半个小时，让学生转移。双方遂暂时停战，向楚乃率师生300多人撤离，赴国立四川大学理学院所在的南较场。
第二次国共内战末期，1949年冬，国立四川大学校长黄季陆离校赴台湾，向楚被全校教授会议推为国立四川大学代理校长。中华人民共和国成立后，向楚任四川大学教授、川西文教厅文物委员会委员、四川省文史研究馆副馆长，曾当选四川省人大代表、政协委员、民革中央委员。
1961年11月，向楚无疾而终，享壽84岁。

## 著作
- 《巴县志》
- 《空石居诗存》一卷